# Крюков, Владимир Викторович
Владимир Викторович Крю́ков (15 [27] июля 1897, Бутурлиновка, Центрально-Чернозёмная область — 16 августа 1959, Москва) — советский военачальник, Герой Советского Союза (6 апреля 1945). Гвардии генерал-лейтенант (1943).
Муж заслуженной артистки РСФСР Лидии Руслановой (1900—1973).

## Биография
Родился 2 (15) июля 1897 года в Бутурлиновке (ныне город в Воронежской области). Отец, Виктор Андреевич, работал мелким почтовым чиновником VI разряда. В 1914 году окончил реальное училище в Рязани.

## Первая мировая война
В декабре 1914 года поступил в Русскую императорскую армию вольноопределяющимся. Окончил учебную команду запасного пехотного полка в Рязани в апреле 1915 года, 2-ю Московскую школу прапорщиков в сентябре 1915 года.
Участник Первой мировой войны. С сентября 1915 года воевал на Западном фронте командиром взвода Сибирского 26-го стрелкового полка. С декабря 1915 года — помощник командира роты и начальник конной разведки Сибирского 57-го стрелкового полка. За боевые отличия на фронте был награждён Георгиевским крестом. В конце 1917 года поручик В. В. Крюков был демобилизован.

## Гражданская война
После демобилизации уехал в Рязань, там сразу вступил в отряд Красной гвардии под командованием Г. К. Петрова. Отряд воевал в Донской области против белых войск, с сентября 1918 года воевал на Северном Кавказе против войск Л. Ф. Бичерахова. Переболел тифом.
В декабре 1918 года вступил в Красную Армию. Воевал в 2-й стрелковой дивизии командиром взвода отдельного кавалерийского дивизиона. Воевал на Восточном фронте против войск адмирала А. В. Колчака, участник Бугурусланской, Белебейской и Уфимской операций. Затем дивизион был переброшен на Южный фронт, где Крюков воевал под Камышиным командиром взвода и помощником командира эскадрона. В августе – сентябре 1919 года дивизион был развёрнут в отдельную кавалерийскую бригаду 38-й стрелковой дивизии, в которой В.В. Крюков был командиром эскадрона, начальником хозяйственной команды и помощником начальника штаба бригады по оперативной части. В январе 1920 года вторично заболел тифом, по выздоровлении назначен помощником командира кавалерийской сотни армейского конного депо 10-й армии Южного фронта. С мая 1920 — помощник командира и командир эскадрона при военкомате Кавказского отдела Нальчика. В августе в должности начальника сводного отряда особого назначения участвовал в ликвидации банд в районе Нальчика и разоружении станиц и аулов под Владикавказом. С сентября 1920 года — командир отдельного эскадрона при караульном батальоне в Романовском.

## Межвоенное время
С января 1921 года — командир кавалерийского полка 40-й отдельной кавалерийской бригады. С марта 1921 года — командир отдельного эскадрона 39-й стрелковой бригады Северо-Кавказского военного округа (СКВО), с августа 1921 по 1922 год — помощник командира 82-го кавалерийского полка 14-й кавалерийской дивизии СКВО. Затем был направлен на учёбу.
В 1924 году окончил отделение старшего комсостава Высшей кавалерийской школы в Петрограде. С сентября 1924 года — начальник полковой школы 67-го кавалерийского полка 3-й кавалерийской бригады Северо-Кавказского ВО. С июня 1925 года служил в 11-й кавалерийской дивизии СКВО: начальник полковой школы 89-го кавалерийского полка, c марта 1928 — начальник штаба 68-го кавалерийского полка. В марте 1931 года переведён в Белорусский военный округ на должность начальника 1-й (оперативной) части штаба 6-й Чонгарской Краснознамённой кавалерийской дивизии.
В 1932 году окончил 1 курс Военной академии РККА им. М. В. Фрунзе. С июня 1933 года — командир 20-го Краснознамённого кавалерийского полка 4-й казачьей кавалерийской дивизии Белорусского военного округа. В это время, с 26 марта 1933 по июль 1937 года, этой дивизией командовал Георгий Жуков, и с того времени между Крюковым и Жуковым установились дружеские отношения. С октября 1937 года — преподаватель тактики Краснознамённых кавалерийских Курсов усовершенствования командного состава РККА в Новочеркасске. Участвовал в советско-финской войне 1939—1940 года, был в феврале 1940 года откомандирован на Северо-Западный фронт, где командовал 306-м стрелковым полком 62-й стрелковой дивизии. За боевые отличия при прорыве «линии Маннергейма» награждён орденом Ленина.
С мая 1940 года был командиром 8-й стрелковой бригады Ленинградского военного округа, которая дислоцировалась на полуострове Ханко. С марта 1941 года — командир 198-й моторизованной дивизии Ленинградского ВО.
В 1941 году вступил в ВКП(б).

## Великая Отечественная война
На начало Великой Отечественной войны 198-я моторизованная дивизия дислоцировалась в Ораниенбауме и Стрельне. 23 июня была передислоцирована в район северо-восточнее Выборга, где 4 июля вступила в бой с финскими войсками. В результате боев дивизия понесла тяжёлые потери и была окружена в районе Ладожского озера. С 12 по 20 августа судами Ладожской флотилии дивизия была эвакуирована под Ленинград. Участвовал в обороне Ленинграда. 17 сентября 1941 года дивизия была переформирована в 198-ю стрелковую дивизию, которой Крюков командовал по январь 1942 года.
3 февраля 1942 года генерал Крюков назначен командиром 10-го кавалерийского корпуса на Западном фронте. С 6 марта того же года командовал 2-м гвардейским кавалерийским корпусом Брянского фронта. Позднее корпус был передан на Западный фронт.
В апреле 1942 года в Спас-Нудоле, под Волоколамском, познакомился с известной певицей Лидией Руслановой, которая выступала с концертами во 2-м гвардейском кавалерийском корпусе. Вскоре они поженились.
В ноябре 1942 участвовал в операции «Марс» в составе Западного фронта. 
С февраля по март 1943 года корпус составлял основу «конно-лыжно-стрелковой группы генерала Крюкова» на Центральном фронте. В ходе Севской операции группа генерала Крюкова прорвала линию фронта, глубоко вклинившись в немецкую оборону, но затем в немецком тылу была окружена и с большими потерями отошла к Севску. Бойцы обороняли город 6 суток. В результате тяжёлых боёв в ходе операции и обороны города погибли более 15 тысяч кавалеристов и лыжников из 28-й, 29-й, 30-й Сибирских лыжных бригад, приданных на усиление корпусу (перед началом операции численность группы генерала Крюкова превышала 20 тысяч бойцов). Командир 3-й гвардейской Кубанской кавалерийской дивизии генерал-майор М. Д. Ягодин в своём отчёте о боях за Севск в апреле 1943 года писал: «в полках уцелело по 25-30 человек. И то, в основном, расчёты миномётов. Люди смертельно уставшие, но готовые выполнить любое задание». После боёв корпус был выведен в тыл на пополнение.
Затем корпус успешно действовал в Брянской наступательной операции, в битве за Днепр и в Калинковичско-Мозырской наступательной операции.
В ходе Люблин-Брестской наступательной операции 20 июля 1944 года приказом командующего 1-м Белорусским фронтом Владимир Крюков был назначен командующим конно-механизированной группой (2-й гвардейский кавалерийский и 11-й танковый корпуса), которая получила приказ форсировать Западный Буг и перейти советско-польскую государственную границу.
Генерал-лейтенант Крюков руководил корпусом в Висло-Одерской и Восточно-Померанской операциях. В ходе Висло-Одерской операции корпус, форсировав реку Пилица, сыграл решающую роль в освобождении Варшавы и ряда других польских городов. В Восточно-Померанской операции корпус во взаимодействии с танковыми частями 5 марта 1945 года овладел польским городом Польцин. В период командования Крюкова 2-й гвардейский кавалерийский корпус был награждён орденом Красного Знамени, орденом Суворова II степени и удостоен почётного наименования «Померанский».
Указом № 5792 Президиума Верховного Совета СССР от 6 апреля 1945 года за умелое руководство частями корпуса и проявленные при этом отвагу и мужество генерал-лейтенанту Владимиру Викторовичу Крюкову присвоено звание Героя Советского Союза с вручением ордена Ленина и медали «Золотая Звезда».

### После войны
После войны продолжал командовать этим корпусом, переданном в состав Особого военного округа (Кёнигсберг). В декабре 1945 года корпус был расформирован, а В. В. Крюков направлен в распоряжение главнокомандующего Сухопутными войсками. С мая 1946 года — начальник Высшей офицерской кавалерийской школы имени С. М. Будённого. С июня 1947 года — вновь в распоряжении главнокомандующего Сухопутными войсками. С октября 1947 — заместитель командира 36-го стрелкового корпуса.
По словам его дочери: «Они с отцом были яркой парой. Мама умела подать себя так, что производила на всех впечатление высокой, статной женщины с царственной осанкой. А в отце было настоящее мужское начало. Дом наш всегда был полон гостей. Мама была прекрасной рассказчицей, придумывала смешные шарады, подарки, розыгрыши. Да и пироги у нас были самые вкусные — мама сама пекла».

## Арест и тюрьма
18 сентября 1948 года Владимир Крюков был арестован в Москве по «Трофейному делу». Через 10 дней в Казани была арестована его жена — Лидия Русланова. Официальным обвинением было «грабеж и присвоение трофейного имущества в больших масштабах», а именно, что в конце войны, генерал Крюков перевёз себе в Москву мебель, картины, драгоценности.
Согласно материалам архивно-следственных дел № 0046 и № 1762 в ходе обысков у В. В. Крюкова и Л. А. Руслановой были изъяты: автомобиль «Horch 951А», два «Мерседеса», «Ауди», двести восемь бриллиантов, а также изумруды, сапфиры, жемчуг, сто семь килограммов изделий из серебра, сто тридцать две картины русских художников Шишкина, Репина, Серова, Сурикова, Васнецова, Верещагина, Левитана, Врубеля, Маковского, Айвазовского и других, тридцать пять старинных ковров, старинные гобелены, много антикварных сервизов, меха, скульптуры из бронзы и мрамора, декоративные вазы, большое число книг, семьсот тысяч рублей наличными и другое.
2 ноября 1951 года Крюков был осуждён Военной коллегией Верховного суда СССР по статье 58-10 части 1 УК РСФСР и Закону от 7 августа 1932 года к лишению свободы в исправительно-трудовом лагере сроком на 25 лет, с поражением прав на 5 лет, с конфискацией всего имущества и с лишением медалей «За оборону Ленинграда», «За оборону Москвы», «За победу над Германией в Великой Отечественной войне 1941—1945 гг.», «За взятие Берлина», «За освобождение Варшавы» и «30 лет Советской Армии и Флота». 29 февраля 1952 года Указом Президиума Верховного Совета СССР лишён звания Героя Советского Союза и всех наград. Постановлением Совета Министров СССР от 10 ноября 1952 года лишен воинского звания.
Отбывал срок в Краслаге. В июле 1953 года определением № СП-0046/51 Военной коллегии Верховного суда СССР реабилитирован. Постановлением Совета Министров СССР от 10 августа 1953 года восстановлен в воинском звании «генерал-лейтенант». Указом Президиума Верховного Совета СССР от 14 августа 1953 года восстановлен в звании Героя Советского Союза и в правах на награды.
Лидия Русланова в октябре 1949 года также была приговорена к 10 годам исправительно-трудовых лагерей «за антисоветскую агитацию». Освобождена в августе 1953 года.

## Последние годы жизни
В 1954 году В. В. Крюков окончил Высшие академические курсы при Высшей военной академии имени К. Е. Ворошилова. С 1955 года служил заместителем начальника Военно-юридической академии по тактической и строевой подготовке. В апреле 1957 года генерал-лейтенант В. В. Крюков уволен в отставку.
Жил в Москве. Умер 16 августа 1959 года. Похоронен в Москве на Новодевичьем кладбище (участок № 5).

## Семья
Дважды был женат. Его первая жена Клавдия Ивановна Крюкова умерла в 1940 году, оставив мужу пятилетнюю дочь.
Под Волоколамском летом 1942 года встретился с певицей Лидией Руслановой, где она выступала с концертами во 2-м гвардейском кавалерийском корпусе, вскоре она стала его законной женой.
Дочь, Маргарита Владимировна Крюкова (23.11.1935—13.07.2021) — искусствовед, жила и работала в Москве.

## Воинские звания
- Майор (5.12.1935);
- Полковник (1937);
- Комбриг (21.03.1940);
- Генерал-майор (4.06.1940);
- Генерал-лейтенант (16.10.1943).

## Награды
- Медаль «Золотая Звезда» Героя Советского Союза (06.04.1945);
- три ордена Ленина (07.04.1940, 21.02.1945[6], 06.04.1945);
- два ордена Красного Знамени (03.11.1944[6], 1954[6]) ;
- орден Суворова I степени (02.09.1944)
- орден Кутузова I степени (29.05.1945)
- два ордена Суворова II степени (18.03.1943, 31.03.1943)
- медаль «XX лет Рабоче-Крестьянской Красной Армии»[7];
- медаль «За оборону Ленинграда»;
- медаль «За оборону Москвы»;
- медаль «За победу над Германией в Великой Отечественной войне 1941—1945 гг.»;
- медаль «За взятие Берлина»;
- медаль «За освобождение Варшавы»;
- медаль «30 лет Советской Армии и Флота»;

Награды Польши
- Орден «За воинскую доблесть» 3-й степени
- Орден «Крест Грюнвальда» 2-й степени
- Медаль «За Одру, Нису и Балтику»
- Медаль «За Варшаву 1939—1945»